# Ofinor
Agencja informacyjna „Ofinor” – międzynarodowa agencja informacyjna utworzona w ramach rozwijania ruchu prometejskiego działająca w II poł. lat 20. i latach 30. XX w.
Agencja została utworzona w Rzymie w 1927 r. z inicjatywy polskiego wywiadu wojskowego (Oddział II Sztabu Generalnego Wojska Polskiego). Ze polskiej strony działania koordynował ambasador Roman Knoll. Na czele agencji stanął b. sekretarz Ukraińskiej Centralnej Rady w latach 1917–1918 Mychajło Jeremijew. W 1928 r. siedziba została przeniesiona do Paryża, zaś w 1936 r. do Genewy. W okresie szwajcarskim oddziały agencji istniały w Rzymie, Paryżu i Madrydzie. Próbowano też bezskutecznie utworzyć oddział w Londynie. Korespondenci agencji działali w Rydze, Warszawie, Bukareszcie, Stambule, Teheranie, Szanghaju, Wiedniu i Pradze. Każdego dnia „Ofinor” wypuszczał ok. 3,2 tys. stron komunikatów informacyjnych w 5 językach: francuskim, niemieckim, ukraińskim, hiszpańskim i włoskim. Nakład wynosił ok. 400 tys. egzemplarzy. Były one następnie publikowane w prasie szwajcarskiej, belgijskiej, francuskiej, włoskiej, hiszpańskiej i w krajach Ameryki Południowej. Bliskie kontakty nawiązano z redakcją genewskiej gazety „Journal de Genève” i niemieckiego tygodnika „Völker Bund”. Pierwotnie agencja miała przede wszystkim koordynować propagandę Ukraińskiej Rady Ludowej, czyli władz ukraińskich na emigracji. Ostatecznie jej zadaniami stało się inspirowanie antysowieckich tekstów w prasie zachodnioeuropejskiej, ale także Bliskiego i Dalekiego Wschodu, poprzez przekazywanie informacji o narodach ZSRR ujarzmionych przez bolszewików, a także propagowanie idei prometejskiej. „Ofinor” współpracował z bliźniaczą agencją informacyjną A.T.E. z siedzibą w Warszawie, która rozprowadzała jego informacje w Polsce. Podczas pobytu M. Jeremijewa w Rzymie na pocz. 1935 r. nawiązał on kontakty z przedstawicielami włoskiego ministerstwa spraw zagranicznych w celu zainteresowania prometeizmem. Nie wiadomo jednak, czy została nawiązana bliższa współpraca. W 1938 r. polski wywiad wojskowy prowadził prace nad zmianą charakteru działań agencji „Ofinor”. Pojawiły się 2 propozycje: przekształcenia agencji w kierowniczą rezydenturę ruchu prometejskiego w Genewie lub w oficjalny główny organ „wszechprometejski”. Postanowiono też zaopatrzyć agencję we wszelkie polskie i „prometejskie” publikacje, prace, broszury itp. Atak wojsk niemieckich na Polskę 1 września 1939 r. uniemożliwił dalsze kontynuowanie tych działań.